# GRB 080913
GRB 080913是由雨燕卫星于2008年9月13日观测到的一个伽玛射线暴，随后包括伽马射线暴光学和近红外探测器和甚大望远镜在内地面天文台和仪器进行了进一步观测。它的距离为128亿光年，红移值为6.7，这个伽玛射线暴直到2009年4月23日GRB 090423发现之前都是距离地球最为遥远的伽玛射线暴。这次恒星爆炸大约发生在宇宙大爆炸8.25亿年之后。